# Uznoha (obwód miński)
Uznoha (biał. Узнога, Uznoha; ros. Узнога, Uznoga) – wieś na Białorusi, w obwodzie mińskim, w rejonie kleckim, w sielsowiecie Morocz.
Współcześnie w skład miejscowości wchodzi także dawny zaścianek Helenowo.

## Historia
W Rzeczypospolitej Obojga Narodów leżała w województwie nowogródzkim, w powiecie nowogródzkim. Odpadła od Polski w wyniku II rozbioru.
W XIX i w początkach XX w. wieś i folwark Uznoha oraz folwark Helenowo położone były w Rosji, w guberni mińskiej, w powiecie słuckim, w gminie Zaostrowiecze. Helenowo było własnością Radziwiłłów.
W dwudziestoleciu międzywojennym Uznoha i Helenowo były zaściankami. Leżały w Polsce, w województwie nowogródzkim, w powiecie nieświeskim, w gminie Zaostrowiecze. W 1921 Uznoha liczyła 424 mieszkańców, zamieszkałych w 72 budynkach, w tym 400 Polaków i 24 Żydów. 237 mieszkańców było wyznania rzymskokatolickiego, 163 prawosławnego i 24 mojżeszowego. Helenowo liczyło zaś 111 mieszkańców, zamieszkałych w 20 budynkach, wyłącznie Polaków. 102 mieszkańców było wyznania rzymskokatolickiego i 9 prawosławnego. Położone były wówczas przy granicy ze Związkiem Sowieckim.
Po II wojnie światowej w granicach Związku Sowieckiego. Od 1991 w niepodległej Białorusi.

## Ludzie związani z miejscowością
- Ewa Felińska – uczestniczka spisków niepodległościowych i pisarka; prawdopodobnie urodzona w Uznodzie[3]